# Piet-van-vliet
De piet-van-vliet of klaagkoekoek (Cacomantis merulinus) is een koekoek uit de groep van broedparasitaire koekoeken. De soort komt voor in Indonesië, India en China. De naam "piet-van-vliet" is een klanknabootsing van zijn roep.

## Beschrijving
De klaagkoekoek is een vrij kleine koekoek van 21 tot 23,5 cm lengte. Een volwassen mannetje is grijsbruin van boven en oranje van onder en hij is grijs op kop, keel en aan de bovenkant van de borst. Er zitten witte stippels op de staartveren. De poten zijn geel, de snavel is van onder ook geel en van boven zwart; de ogen zijn rood. Het vrouwtje ziet er soms hetzelfde uit als het mannetje, maar er is ook een vorm die er anders uitziet. Dan is het vrouwtje roodachtig bruin van boven met donkere strepen. Van onder is ze lichter gekleurd met een fijnere streping.
Het geluid  bestaat uit een serie van elf of twaalf klanken.
Deze klaagkoekoek is een broedparasiet. Het vrouwtje legt haar eieren in de nesten van diverse kleine soorten zangvogels zoals de gewone iora (Aegithina tiphia), grijsborstspinnenjager (Arachnothera affinis), geelbuikprinia (Prinia flaviventris) en van snijdervogels.

## Verspreiding en leefgebied
Deze soort komt wijdverspreid voor van Zuidoost-Azië tot de Filipijnen en telt vier ondersoorten:
- C. m. querulus: van de oostelijke Himalaya tot zuidelijk China, Indochina en het Maleisisch schiereiland.
- C. m. threnodes: zuidelijk deel van het Maleisische schiereiland, Sumatra en Borneo.
- C. m. lanceolatus: Java en Bali.
- C. m. merulinus: Filipijnen en Sulawesi.

## Status
Het is een veel gehoorde vogel die voorkomt in secundair bos, uitgekapt bos en tuinen maar ook in primair regenwoud. De klaagkoekoek heeft een enorm groot verspreidingsgebied en daardoor alleen al is de kans op uitsterven uiterst gering. De grootte van de populatie is niet gekwantificeerd. Er is geen aanleiding te veronderstellen dat de soort in aantal achteruitgaat. Om die redenen staat deze soort klaagkoekoek als niet bedreigd op de Rode Lijst van de IUCN.

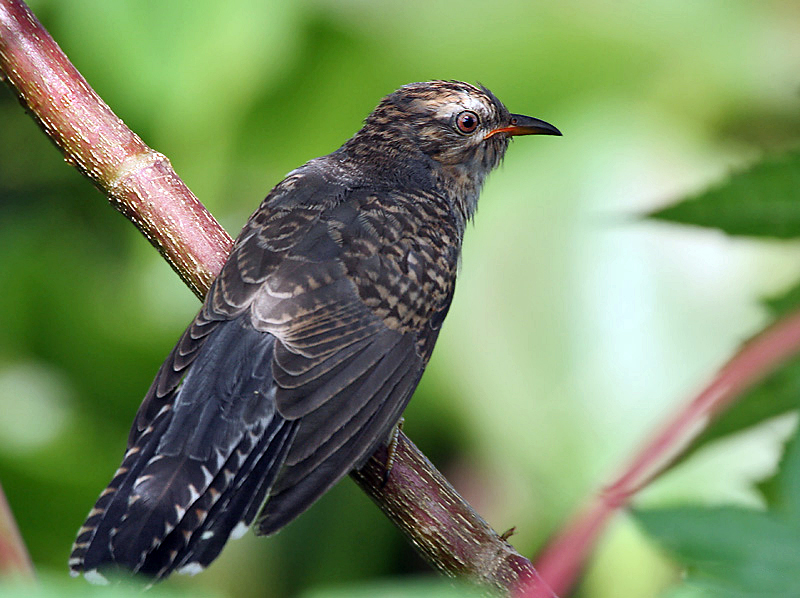
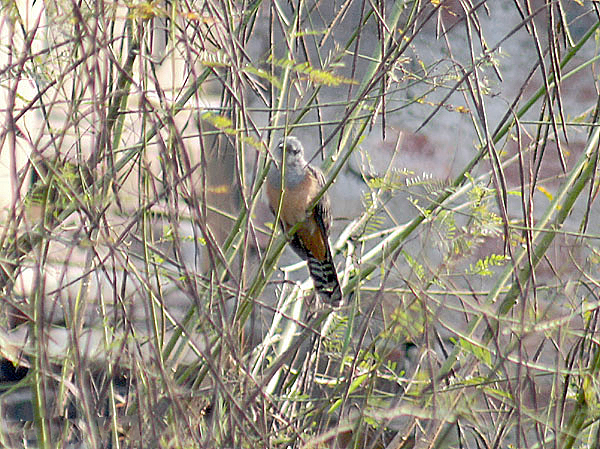
Foto's van de klaagkoekoek uit India
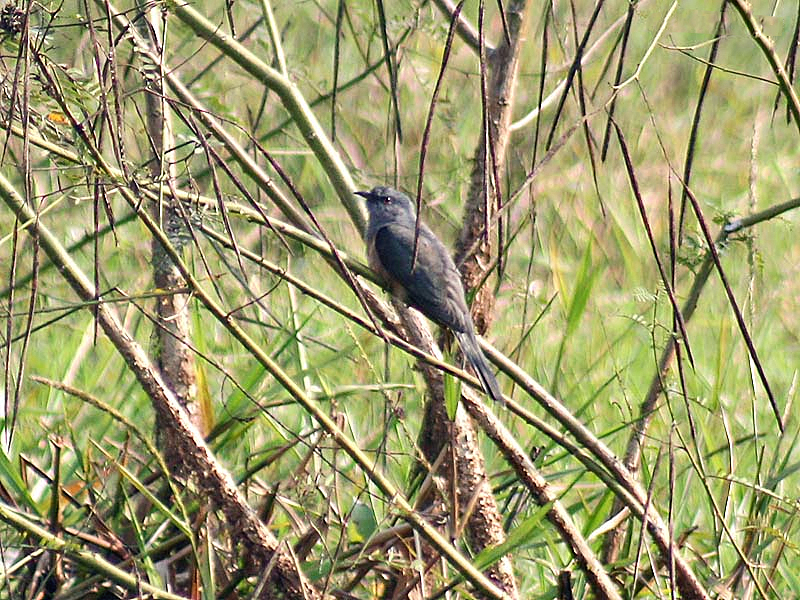